# Wartość chwilowa przebiegu czasowego

Wartości chwilowe ciągłego przebiegu czasowego

Wartość chwilowa przebiegu czasowego jest wartością przebiegu czasowego w dowolnym punkcie (chwili) czasu. Każdy rzeczywisty przebieg czasowy składa się z nieskończonej ilości następujących po sobie wartości chwilowych, których chronologiczne ułożenie powoduje powstanie całego przebiegu czasowego.
Wartości chwilowe zapisuje się zazwyczaj małymi literami. Przykładowo symbolem napięcia elektrycznego jest litera {\displaystyle U,} natomiast napięcie chwilowe (jako funkcja czasu) zapisuje się jako {\displaystyle u(t).} To samo dotyczy wartości chwilowej prądu elektrycznego {\displaystyle i(t)} czy mocy czynnej {\displaystyle p(t).} W celu odróżnienia od wartości chwilowych, wartości skuteczne napięcia, prądu i mocy elektrycznej zapisuje się dużymi literami, odpowiednio {\displaystyle U,I,P.}
Największa wartość chwilowa danego przebiegu jest tożsama z wartością maksymalną; podobnie najmniejsza wartość chwilowa jest równoznaczna z wartością minimalną.
Techniki analogowe pozwalają na rejestrację ciągłych zmian wartości chwilowych. Natomiast w technikach cyfrowych wykorzystuje się twierdzenie Kotielnikowa-Shannona, na podstawie którego można odtworzyć dowolny przebieg ciągły na podstawie jego wartości chwilowych (tzw. wartości dyskretnych). Jednym z najpopularniejszych urządzeń pozwalających na bezpośrednią obserwację i rejestrację wartości chwilowych przebiegów czasowych jest oscyloskop.